# Bernátsky Jenő
Bernátsky Jenő (Versec, 1873. február 10. – Budapest, 1944. december 3.) botanikus. Botanikai szakmunkákban nevének rövidítése: „Bernátsky”.

## Életrajza
Elemi és középiskoláit is Versecen végezte, majd a budapesti Tudományegyetem Bölcsészeti Karán, természetrajz-vegytan szakon szerzett oklevelet. 1896-ban, még negyedéves, végzős hallgatóként a Magyar Nemzeti Múzeum Növénytárába került napidíjasnak. Hamarosan múzeumi segéddé léptették elő, majd 1899-ben, doktori védését követően véglegesítették. 1901-ben I. osztályú múzeumi segédőrré nevezték ki.
Múzeumi évei alatt sokat gyűjtött az ország különböző részein, főleg Budapest környékén és a déli megyékben (Bács-Bodrog, Szerém, Temes, Krassó-Szörény vármegye), de botanizált a Magas-Tátrában és a horvát-magyar tengerparton is (Lussin szigete, Fiume). Külföldi tanulmányutakon vett részt a Balti-tenger partvidékén (Észak-Németország), Szerbiában és Romániában. 1899-ben elsőként mutatta ki, hogy az Alföld nem eredendően fátlan, sztyepp-klímájú terület, ezért propagálta annak fásítását.
1905-ben a Szőlészeti Kísérleti Állomáshoz került, ahol 1910-től osztályvezetőként dolgozott. 1907-ben a Budapesti Tudományegyetemen magántanárrá habilitálták, az egyszikű növények rendszertana tárgyból. 1919 után új feladatot kapott: megbízták a Mezőgazdasági Gombászati Állomás megszervezésével. Az új állomást a szőlészeti intézet telepén, a növénykórtani pavilonban helyezték el, és ő lett az igazgatója is. Éppen csak megindult a kutatómunka, amikor 1923-ban nyugdíjazták.
A különböző szaklapokban megjelent dolgozatai a szőlőtermesztés szinte minden részterületét érintették, de a gyümölcs- és zöldségtermesztés, valamint a gombászat kérdéseivel is foglalkozott. 1923-ban előadást tartott a wageningeni nemzetközi növénykórtani kongresszuson is. A kezdők számára több, közérthető nyelvezetű könyvet írt: "A veteményes kert" (1919, 1921, 1929), "Szőlőmívelés" (1920, 1926), "Az ehető gombák" (1921), "A mezőgazdaság alapelvei" (1923),
"A gyümölcskertészet elemei" (1928). szintén népszerűsítő, de tudományos értékű könyve "Bevezetés a növénykórtan elemeibe" címmel 1929-ben látott napvilágot. Hazai szakirodalmunkban ez az első olyan növénykórtani munka, amely a mezőgazdasági növények fontosabb betegségeit összefoglalva tárgyalja.
1925-től 1940-ig a Királyi Magyar Természettudományi Társulat választmányi tagja volt. Utolsó éveit pesthidegkúti házában visszavonultan élte le.